# Kantabamsuguda
Kantabamsuguda es una ciudad censal situada en el distrito de Visakhapatnam en el estado de Andhra Pradesh (India). Su población es de 6714 habitantes (2011). Se encuentra a 87 km de Visakhapatnam.

## Demografía
Según el censo de 2011 la población de Kantabamsuguda era de 6714 habitantes, de los cuales 3921 eran hombres y 2793 eran mujeres. Kantabamsuguda tiene una tasa media de alfabetización del 82,57%, superior a la media estatal del 67,02%: la alfabetización masculina es del 91,02%, y la alfabetización femenina del 70,54%.